# 武蔵藤沢駅

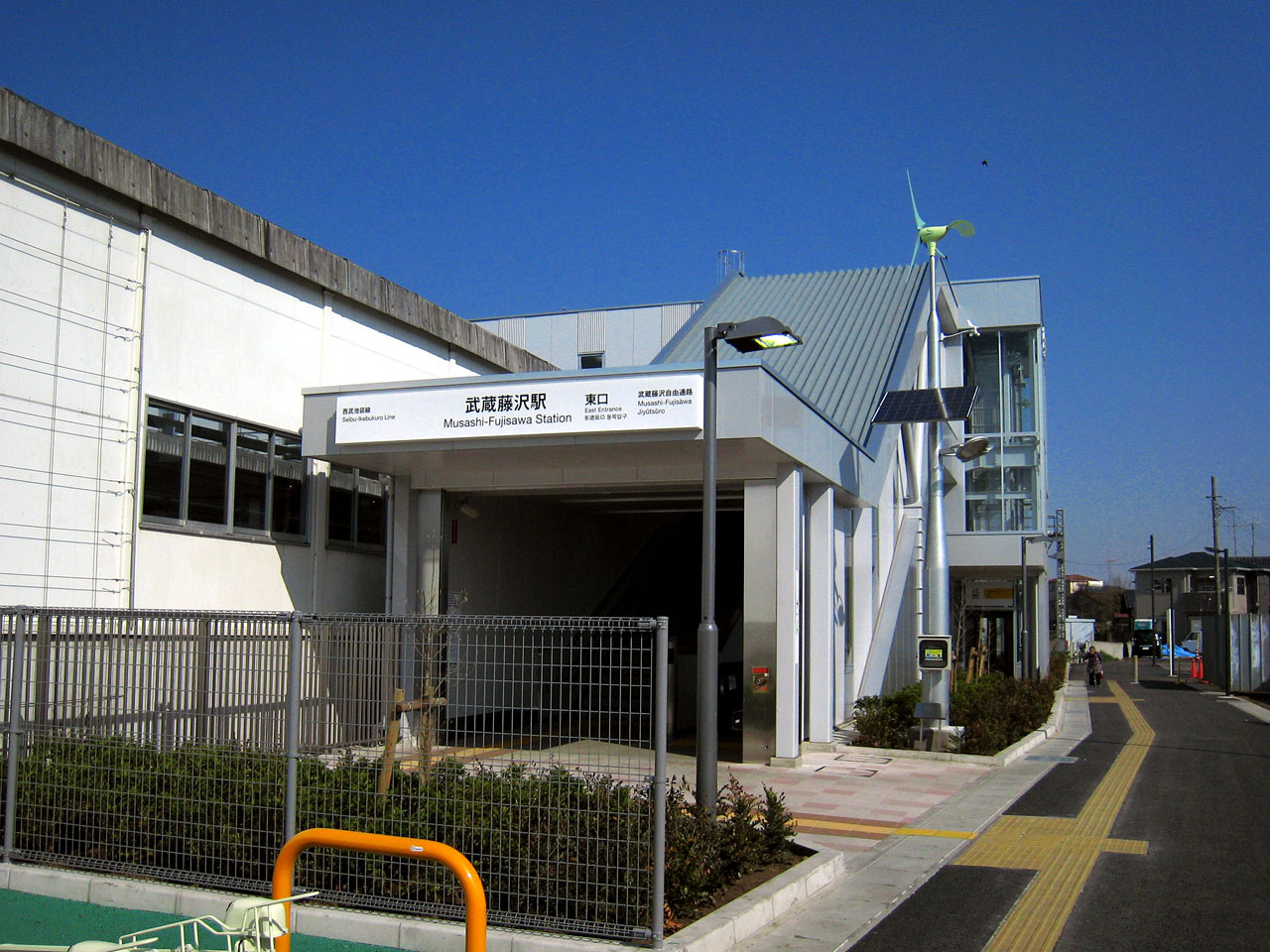
東口（2008年4月）

武蔵藤沢駅（むさしふじさわえき）は、埼玉県入間市下藤沢にある西武鉄道池袋線の駅である。駅番号はSI21。

## 歴史
- 1926年（大正15年）4月1日：西武鉄道の前身となる武蔵野鉄道の駅として開業。
- 1998年（平成10年）9月30日：駅舎改良工事が完了し、島式ホーム1面2線から相対式ホーム2面2線へ移行。
- 2007年（平成19年）2月4日：駅舎改良工事（橋上化および東西自由通路新設に伴う全面改築）開始。
- 2008年（平成20年）
  - 2月9日：新駅舎利用開始。
  - 4月14日：送迎用乗降場の開放に伴い、連絡橋の使用を開始。
- 2024年（令和6年）4月1日：駅係員によるインターホンでご案内する遠隔対応駅へ変更するとともに、窓口での切符等の販売を終了[1][2]。

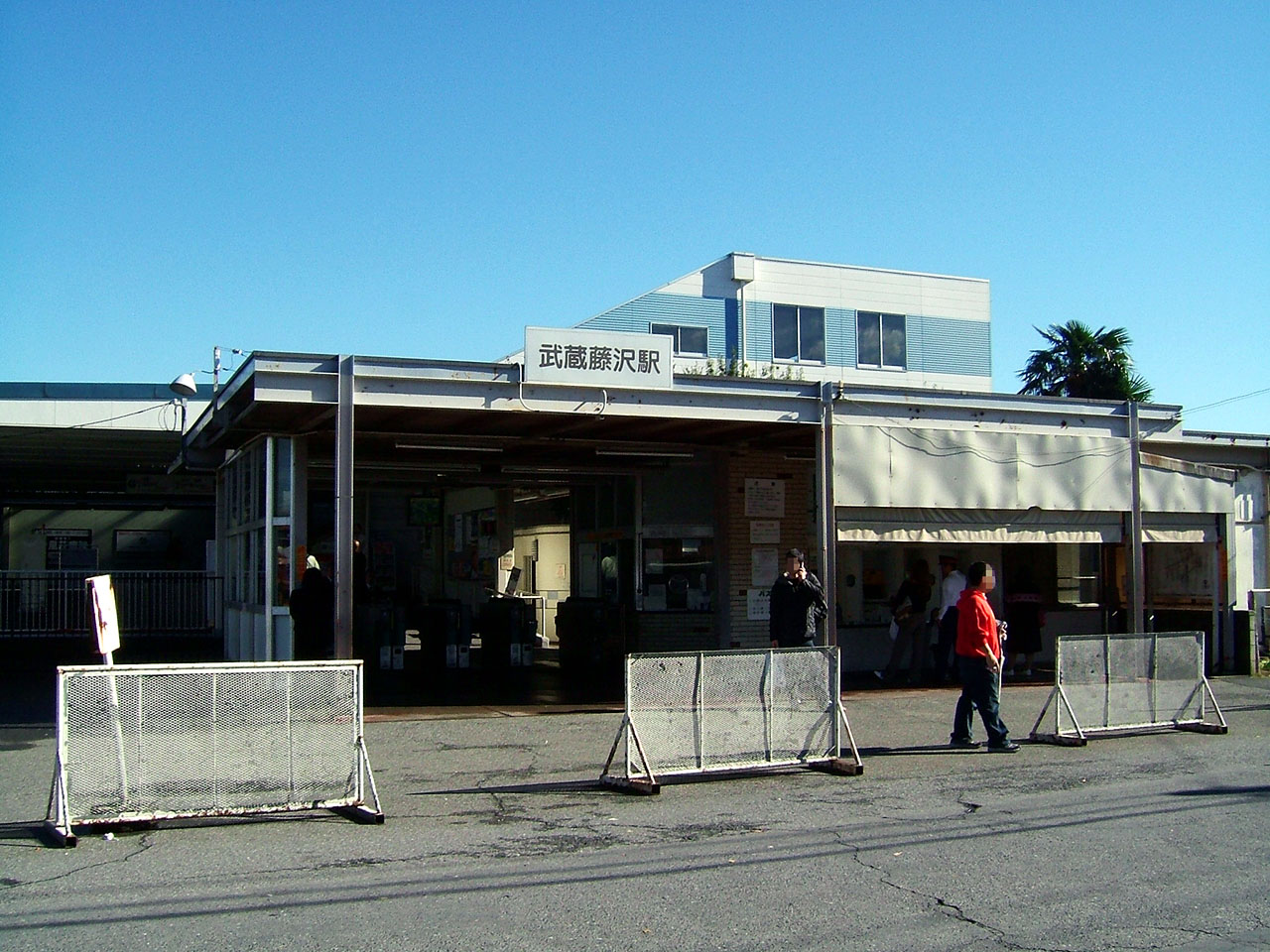
西口側にあった旧駅舎（駅舎の橋上化に伴い解体）（2004年12月）
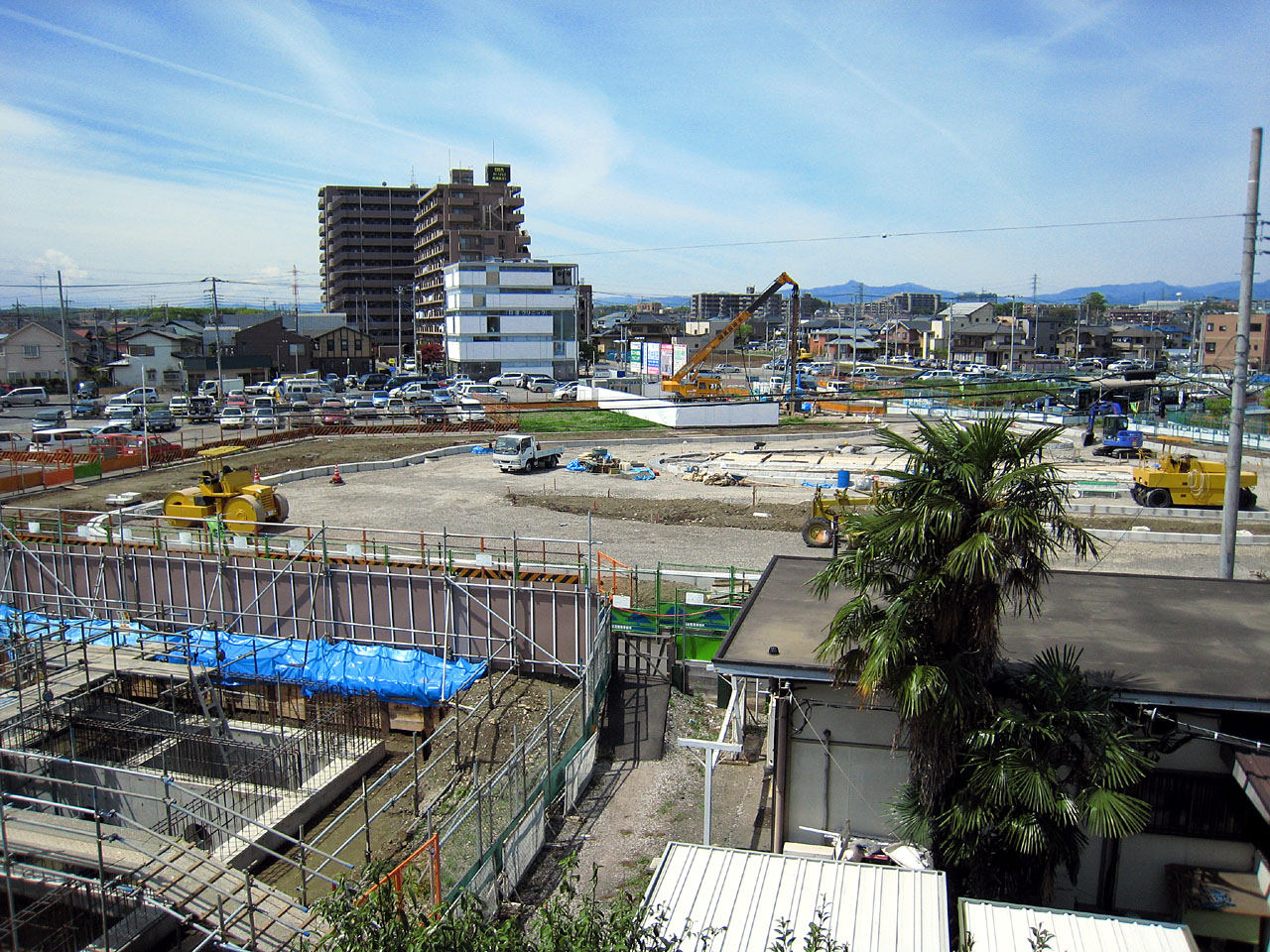
造成中の西口ロータリー（2007年4月）

## 駅構造
相対式ホーム2面2線の地上駅で、橋上駅舎を有している。駅舎の橋上化に際して新たに東口が開設された。各ホームと改札階、改札階と東西の出入口との間をそれぞれ連絡するエレベーター・エスカレーターが設置されている。トイレは2階改札内にあり、多機能トイレも併設されている。新駅舎の使用開始とともに、上りホームに待合室が開設された。下井草駅に次いで、西武鉄道では2例目となる太陽光発電システムを設置している。また、東口には、太陽光と風力によるハイブリッド発電型の街路灯を西武鉄道で初めて設置した。
TOMONY（改札外）の開設に伴い、旧駅舎時代にあった改札内の売店は閉店した。2008年（平成20年）2月9日まで、駅舎は下り飯能方面ホーム側のみにあり、所沢・池袋方面ホームとは跨線橋により連絡していた。以前は島式ホーム1面2線であり、ホームとは構内踏切により連絡していたが、1998年（平成10年）の駅改良工事により相対式ホームとなり跨線橋が完成したため、踏切は廃止された。

### のりば
| ホーム | 路線   | 方向 | 行先                               |
| ------ | ------ | ---- | ---------------------------------- |
| 1      | 池袋線 | 下り | 飯能・西武秩父方面                 |
| 2      | 池袋線 | 上り | 所沢・池袋・新木場・渋谷・横浜方面 |

（出典:西武鉄道:駅構内図）
- 副都心線直通列車は2013年3月16日実施のダイヤ改正で、日中は当駅に停車しなくなった[注釈 1]。この為、日中時間帯に当駅から副都心線や有楽町線方面へ乗降する場合は、途中の小手指駅などで乗換える必要があり、該当する列車には接近時に流れる放送でその旨が伝えられる。

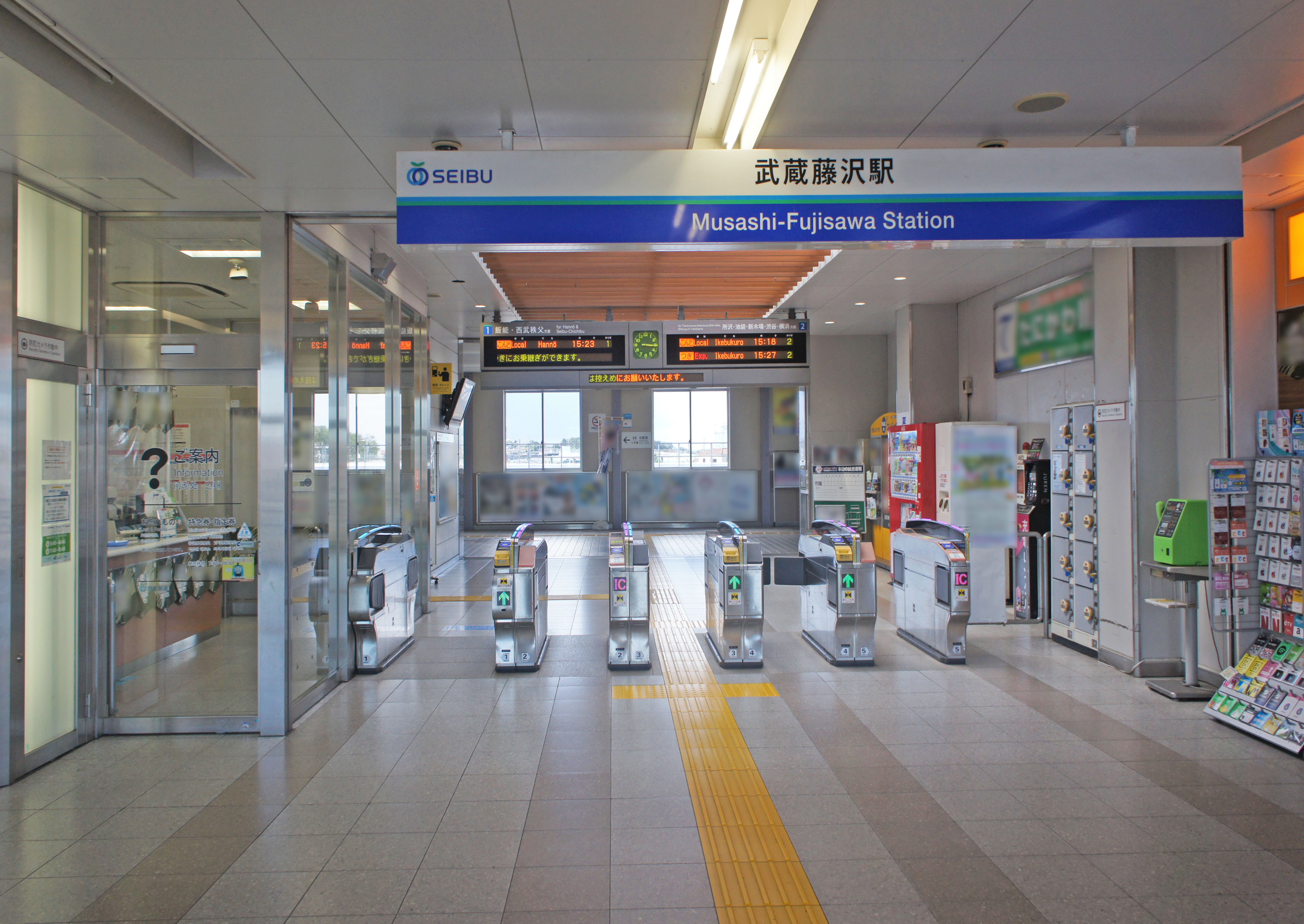
改札口（2022年7月）
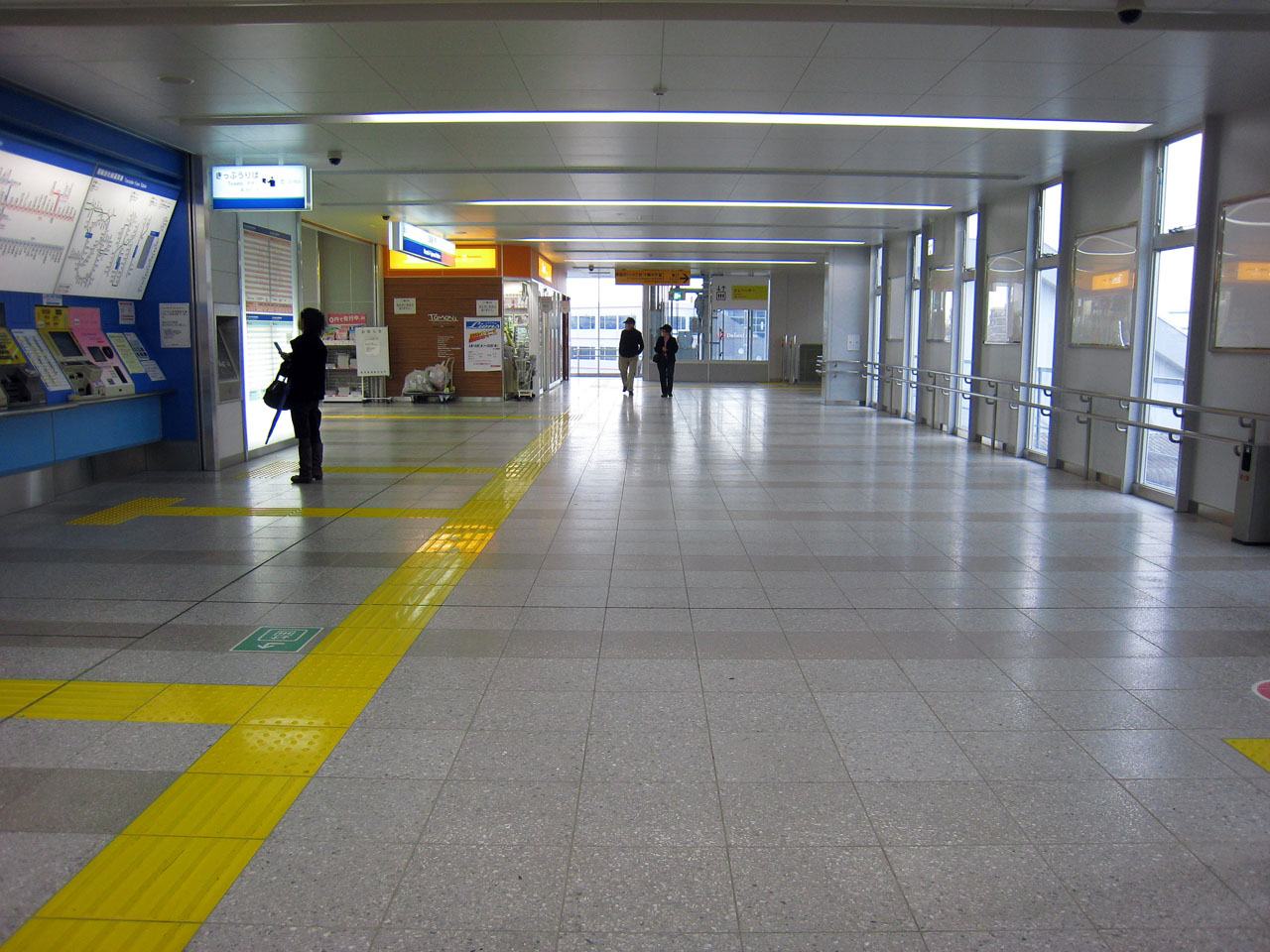
東西自由通路（2008年3月）
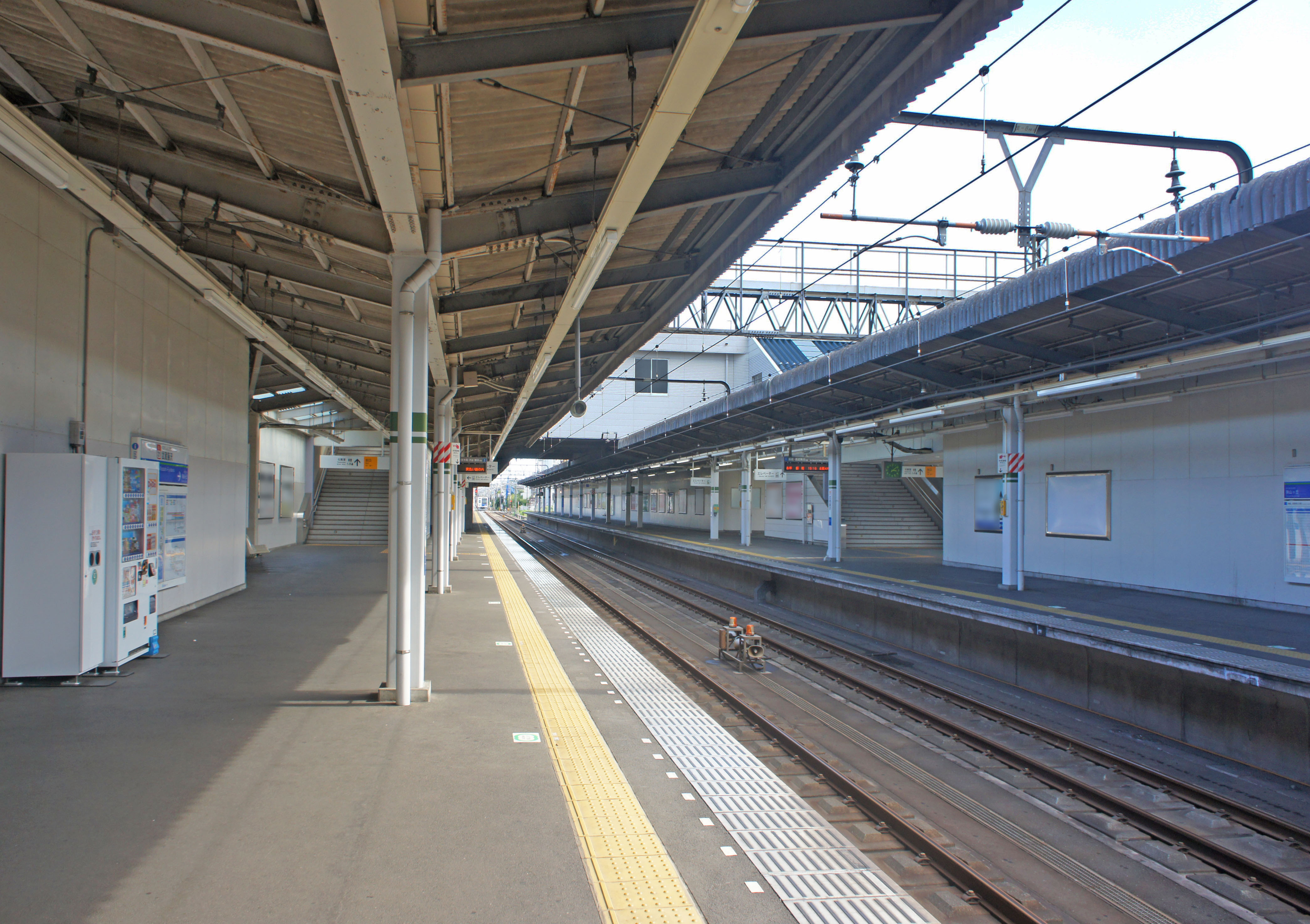
ホーム（2022年7月）

## 利用状況
2024年（令和6年）度の1日平均乗降人員は22,401人であり、西武鉄道全92駅中46位。
近年の1日平均乗降人員および乗車人員の推移は下記の通り。
| 年度               | 1日平均 乗降人員 | 1日平均 乗車人員 | 出典     |
| ------------------ | ---------------- | ---------------- | -------- |
| 1990年（平成02年） | 24,084           | 12,013           |          |
| 1991年（平成03年） | 24,825           | 12,378           |          |
| 1992年（平成04年） | 24,763           | 12,347           |          |
| 1993年（平成05年） | 24,657           | 12,293           |          |
| 1994年（平成06年） | 24,542           | 12,236           |          |
| 1995年（平成07年） | 24,398           | 12,150           |          |
| 1996年（平成08年） | 23,937           | 11,929           |          |
| 1997年（平成09年） | 23,235           | 11,557           |          |
| 1998年（平成10年） | 22,689           | 11,303           |          |
| 1999年（平成11年） | 22,333           | 11,113           | [ * 1 ]  |
| 2000年（平成12年） | 21,957           | 10,938           | [ * 2 ]  |
| 2001年（平成13年） | 21,618           | 10,767           | [ * 3 ]  |
| 2002年（平成14年） | 21,361           | 10,643           | [ * 4 ]  |
| 2003年（平成15年） | 21,561           | 10,766           | [ * 5 ]  |
| 2004年（平成16年） | 21,042           | 10,504           | [ * 6 ]  |
| 2005年（平成17年） | 21,331           | 10,682           | [ * 7 ]  |
| 2006年（平成18年） | 21,418           | 10,738           | [ * 8 ]  |
| 2007年（平成19年） | 21,761           | 10,957           | [ * 9 ]  |
| 2008年（平成20年） | 23,379           | 11,842           | [ * 10 ] |
| 2009年（平成21年） | 23,054           | 11,618           | [ * 11 ] |
| 2010年（平成22年） | 22,690           | 11,402           | [ * 12 ] |
| 2011年（平成23年） | 22,412           | 11,256           | [ * 13 ] |
| 2012年（平成24年） | 22,837           | 11,475           | [ * 14 ] |
| 2013年（平成25年） | 23,599           | 11,848           | [ * 15 ] |
| 2014年（平成26年） | 23,583           | 11,819           | [ * 16 ] |
| 2015年（平成27年） | 24,190           | 12,118           | [ * 17 ] |
| 2016年（平成28年） | 24,439           | 12,244           | [ * 18 ] |
| 2017年（平成29年） | 24,544           | 12,287           | [ * 19 ] |
| 2018年（平成30年） | 24,513           | 12,275           | [ * 20 ] |
| 2019年（令和元年） | 24,182           | 12,107           | [ * 21 ] |
| 2020年（令和02年） | 17,739           | 8,876            | [ * 22 ] |
| 2021年（令和03年） | 19,367           |                  |          |
| 2022年（令和04年） | 21,288           |                  |          |
| 2023年（令和05年） | 22,067           |                  |          |
| 2024年（令和06年） | 22,401           |                  |          |

概ね21,000人台で推移していたが、2008年度は三井アウトレットパーク 入間が開業したこともあり、利用者が前年度統計よりも約1,600人増えた。2009年度から2011年度までの間は若干減少していたが、2012年度以降再び増加に転じている。

## 駅周辺
西口側を中心に行われていた区画整理は、2021年4月30日に完了した。周辺は住宅地が広がる。駅を少し離れると畑が目立つ。

### 西口
- バス乗り場
- タクシー乗り場
- 送迎用自家用車乗降場
- 狭山警察署武蔵藤沢駅前交番
- 入間市役所藤沢地区センター
  - 入間市立図書館藤沢分館
  - 入間市藤沢公民館
- 埼玉西部消防組合入間消防署藤沢分署
- 入間市藤沢地区体育館
- 入間市立藤沢東小学校
- 狭山ヶ丘高等学校・付属中学校
- 入間下藤沢郵便局
- 埼玉りそな銀行武蔵藤沢支店
- 埼玉縣信用金庫武蔵藤沢支店
- 飯能信用金庫武蔵藤沢支店
- TAIRAYA武蔵藤沢店
- ヤオコー入間下藤沢店
- カワチ薬品入間店
- ファッションセンターしまむら武蔵藤沢店
- デンキチ入間店
- ロヂャースマート入間店
- イオンスタイル 入間
- スーパーアルプス入間下藤沢店
- 埼玉県道8号川越入間線
- 埼玉県道224号武蔵藤沢停車場線
- 不老川

### 東口
東口から、線路と並行して埼玉りそな銀行・埼玉縣信用金庫方面および国道463号方面に歩行者、自転車専用通路が延びている。
- 国道463号（通称：行政道路）
- 入間市役所東藤沢地区センター
  - 入間市役所東藤沢公民館
- 狭山市水野公民館
  - 狭山市役所水野市民サービスコーナー
- 狭山水野郵便局
- グリーンガーデン武蔵藤沢
- すずらん商店街
- ヤマダデンキ家電住まいる館YAMADA入間店
- ケーズデンキ入間店

## バス路線
西武バスにより運行されている。入間市内循環バス「てぃーワゴン」は入間丸大タクシー有限会社により運行されている。駅前開発工事に伴い2005年（平成17年）8月1日に駅前停留所が仮設停留所に移動し、2007年（平成19年）9月20日より現在の位置に移動（本設）した。
- 1番乗り場
  - 藤01：入間市駅
  - 藤02・藤03：入間扇町屋団地

- 2番乗り場
  - 入間市内循環バス「てぃーろーど」南コース（コミュニティバス）
  - 入間市内循環バス「てぃーワゴン」武蔵藤沢駅コース（コミュニティバス）
  - 狭山市内循環バス「茶の花号」入曽西コース（コミュニティバス）
  - 藤10：直通・三井アウトレットパーク（朝のみ運行）

### シャトルバス
- 2008年（平成20年）4月10日から同年8月31日まで、三井アウトレットパーク 入間行きの無料シャトルバスが運行されていた。

## 付記
- かつて、当駅と稲荷山公園駅との間に下原駅（貨物駅）があったが、1982年（昭和57年）12月20日に廃止となった。

## 隣の駅
西武鉄道

 池袋線
■快速急行
通過
■急行・■通勤急行・■快速・■準急・■各駅停車（通勤急行は上りのみ運転）
狭山ヶ丘駅 (SI20) - 武蔵藤沢駅 (SI21) - 稲荷山公園駅 (SI22)